# دهستان برآفتاب
دهستان برآفتاب (به لری: براَفتو) یکی از دهستان‌های بخش پادنا علیا شهرستان سمیرم در استان اصفهان ایران است.

## جمعیت
براساس سرشماری مرکز آمار ایران در سال ۱۳۹۵، جمعیت دهستان برآفتاب ۵۱۰۴ نفر (در ۱۵۴۷ خانوار) بوده‌است.